# Département Capital (La Rioja)
Pour les articles homonymes, voir Département Capital.
Le département Capital est une subdivision de la province de La Rioja, en Argentine. Son chef-lieu est la ville de La Rioja, qui est également la capitale de la province.
D'une superficie de 13 368 km2, le département comptait 146 411 habitants au recensement de 2001 et une population estimée à 176 000 habitants en 2007.